# Gerhard Rößler

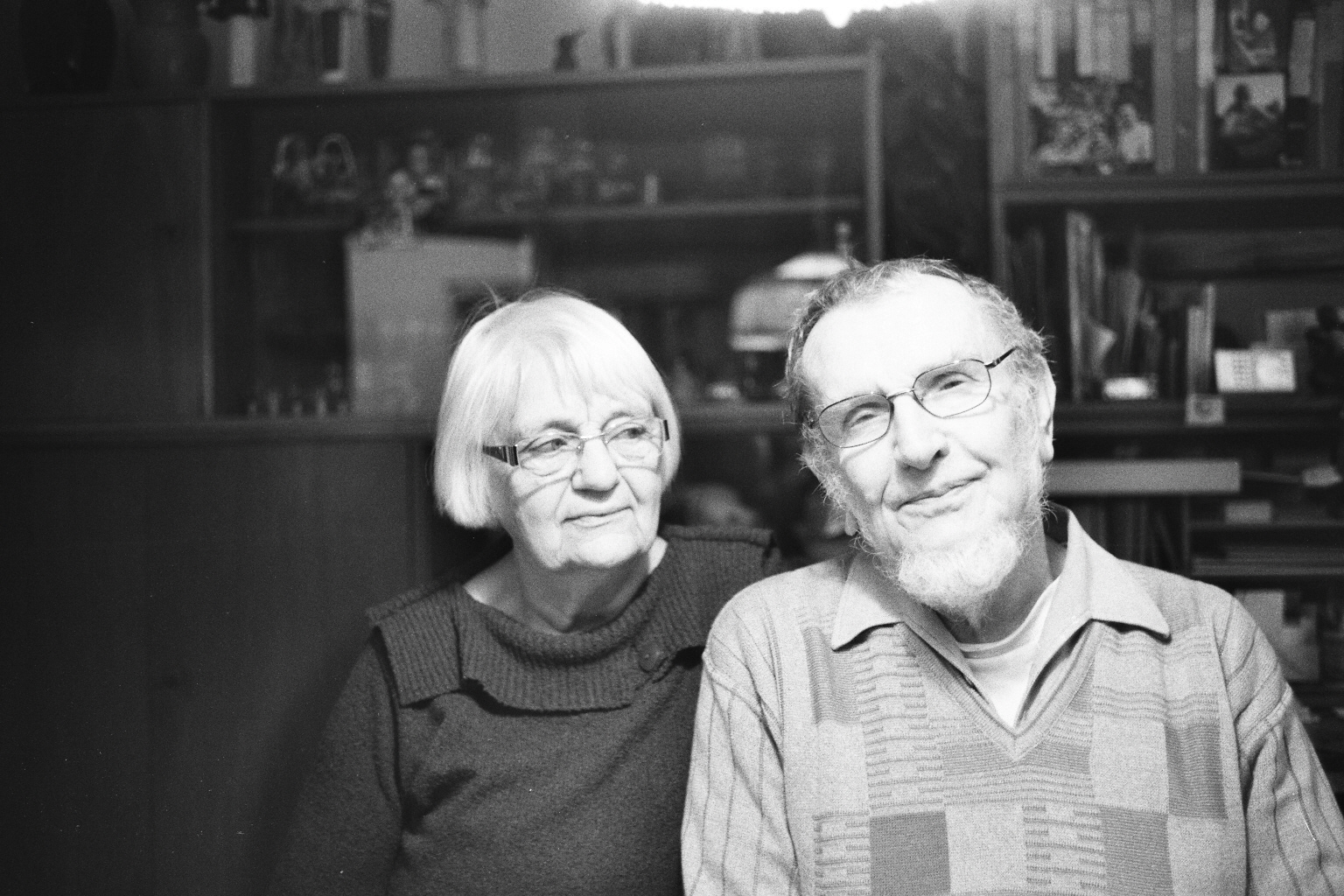
Gerhard und Maria Rößler, Februar 2010

Gerhard Rößler (* 21. Dezember 1926 in Wittgensdorf/Chemnitz; † 8. Oktober 2013 in Radebeul) war ein deutscher Schriftsteller. Er arbeitete als Diakon und Kantor, später als Dozent am Diakonenhaus Moritzburg und wirkte nebenberuflich als Erzähler und Lyriker in der DDR. Im DDR-Sozialismus sah er kritisch und enttäuscht – die unmittelbare Fortsetzung der Methoden des Dritten Reiches: Machtmissbrauch, Militarisierung und Bespitzelung der Intellektuellen.

## Leben
Nach der Grundschule in Wittgensdorf besuchte er das Gymnasium in Chemnitz. Von 1944 bis 1946 wurde er als Soldat eingezogen und holte 1946, nach einem Jahr amerikanischer Kriegsgefangenschaft, das Abitur nach. Nach dem Abitur unterrichtete er als Neulehrer an seiner Heimatschule. Er heiratete Maria Börner und hatte mit ihr vier Söhne.
Gerhard Rößler wurde nach kurzer Zeit wegen seiner Kritik an der Art des Aufbaues des Sozialismus als Lehrer suspendiert. Er absolvierte die Ausbildung zum Kantor-Diakon der Ev.-Luth. Diakonenanstalt Moritzburg und arbeitete danach in der St. Afra-Gemeinde Meißen. 1964 berief ihn das Diakonenhaus zum Dozenten für Katechetik, später für Literatur und Psychologie. Diese Stelle füllte er bis zu seinem Renteneintritt 1991 aus. Nach der politischen Wende wurde ihm nachträglich das Diplom als Pädagoge verliehen.
Gerhard Rößler starb 2013 im Alter von 86 Jahren.

## Schaffen
Gerhard Rößler arbeitete zeitlebens berufsbegleitend an literarischen Texten. Zunehmend fasste er seine Beobachtungen in Lyrik. Ein Durchbruch war für ihn die Teilnahme am Lyrikwettbewerb des Styria-Verlages Österreich. Als erster DDR-Preisträger erhielt er ein Visum für die Preisverleihung. Er kämpfte jahrelang vergeblich um Veröffentlichungen seiner Lyrik in der DDR. Seine 1990 gedruckte autobiographische Novelle „Das kleine Nein“ bei der Evangelischen Verlagsanstalt Leipzig wurde nicht ausgeliefert, sondern im Zuge der Wendewirren direkt zum Recyclinghof gefahren. Dies verhinderte, dass Rößler die geplante Veröffentlichung seiner Werke bei westdeutschen Verlagen durchsetzte.
Vom Recyclinghof rettete der „Bücherpfarrer“ Martin Weskott einen Teil des Bestandes nach Katlenburg. Gerhard Rößler wurde zur Lesung eingeladen.
Sein Nachlass ist unveröffentlicht.

## Preise
- 1983 Preisträger beim Wettbewerb für christliche Kurzprosa beim Styria-Verlag Graz
- 1989 3. Preisträger beim Autorenwettbewerb der Evangelischen Verlagsanstalt Leipzig

## Werke

### Gedichte
- Rufe - Religiöse Lyrik der Gegenwart 1. Gütersloher Verlagshaus Gütersloh 1979
- Seismogramme. Anthologie der Evangelischen Verlagsanstalt Leipzig 1981, darin enthalten der Text „Widerwillig im Advent“
- Das Wort ins Gebet nehmen. Styria-Verlag Graz; Wien; Köln 1981, ISBN 3-222-11373-4
- Heller kann kein Himmel sein. Wettbewerbsanthologie Styria-Verlag Graz 1984, ISBN 3-222-11558-3
- Kirschblüten im Rauch. St. Benno Verlag Berlin 1984
- Leichtes Lob. Anthologie der Evangelischen Verlagsanstalt Leipzig 1985, darin enthalten die Texte „Die Wende“, „Du Bibel“, „Warum nur“, „Lieben“
- Fragst mich, warum. St. Benno Verlag Leipzig 1988

### Erzählende Prosa
- Nicht für die Schublade geschrieben. Anthologie der Evangelischen Verlagsanstalt Leipzig 1989, darin enthalten der Text „Vita ipsa – das Leben selbst“.
- Das kleine Nein. Erinnerungsarbeit für heute und morgen. Evangelische Verlagsanstalt Berlin 1990, ISBN 3-374-00989-1
- Schattengang. Hellerau-Verlag Dresden 1996, Reihe YESS Band 16, ISBN 3-910184-46-4
- Meine ersten neunzehn Jahre. Immerhin und ungefähr so war es. Selbstverlag 2003

| Personendaten    | Personendaten            |
| ---------------- | ------------------------ |
| NAME             | Rößler, Gerhard          |
| KURZBESCHREIBUNG | deutscher Schriftsteller |
| GEBURTSDATUM     | 21. Dezember 1926        |
| GEBURTSORT       | Wittgensdorf/Chemnitz    |
| STERBEDATUM      | 8. Oktober 2013          |
| STERBEORT        | Radebeul                 |